# Indywidualne Mistrzostwa Europy w Grass Tracku 2000
Indywidualne Mistrzostwa Europy na torze trawiastym 2000 – zawody żużlowe, mające na celu wyłonienie medalistów indywidualnych mistrzostw Europy na torze trawiastym w sezonie 2000. W finale zwyciężył Czech Zdeněk Schneiderwind.

## Finał
- Saint-Colomb-de-Lauzun, 30 lipca 2000

| Msc. | Zawodnik             | Klub            | Pkt |  |  |
| ---- | -------------------- | --------------- | --- |  |  |
| 1    | Zdeněk Schneiderwind | Czechy          | 24  |  |  |
| 2    | Uppie Bos            | Holandia        | 19  |  |  |
| 3    | Enrico Janoschka     | Niemcy          | 18  |  |  |
| 4    | Bernd Diener         | Niemcy          | 15  |  |  |
| 5    | Joonas Kylmäkorpi    | Finlandia       | 15  |  |  |
| 6    | Sebastien Tresarrieu | Francja         | 15  |  |  |
| 7    | Alessandro Milanese  | Włochy          | 12  |  |  |
| 8    | Maik Groen           | Holandia        | 10  |  |  |
| 9    | Jörg Tebbe           | Niemcy          | 10  |  |  |
| 10   | Trevor Banks         | Wielka Brytania | 9   |  |  |
| 11   | Stephane Tresarrieu  | Francja         | 8   |  |  |
| 12   | Philippe Ostyn       | Francja         | 8   |  |  |
| 13   | Jim Groen            | Holandia        | 5   |  |  |
| 14   | Erik Eijbergen       | Holandia        | 4   |  |  |
| 15   | Wołodymyr Trofymow   | Ukraina         | 4   |  |  |
| 16   | Christophe Dubernard | Francja         | 2   |  |  |
| 17   | Uilke Kooistra       | Holandia        | 2   |  |  |
| 18   | Christian Hulshorst  | Niemcy          | 0   |  |  |